# 여주 신륵사 보제존자석종 앞 석등
여주 신륵사 보제존자석종 앞 석등(驪州 神勒寺 普濟尊者石鍾 앞 石燈)은 경기도 여주시 신륵사에 있는 고려시대의 석등이다. 1963년 1월 21일 대한민국의 보물 제231호로 지정되었다.

## 개요
신륵사 서북쪽 언덕 위에 세워져 있는 8각 석등으로, 불을 밝혀두는 화사석(火舍石)을 중심으로 아래에는 세부분으로 이루어진 받침을 두고, 위로는 지붕돌과 머리장식을 얹은 모습이다.
받침에는 표면 전체에 꽃무늬를 가득 새겨 장식하고 있다. 화사석은 각 면에 무지개 모양의 창을 낸 후, 나머지 공간에 비천상(飛天像)과 이무기를 조각했다. 지붕돌은 두꺼우나 여덟 귀퉁이에서의 치켜올림이 경쾌하여 무거운 느낌을 덜어준다.
고려 우왕 5년(1379) 보제존자석종 및 석비와 함께 세워진 작품으로, 확실한 연대를 알 수 있는 귀중한 유물이며, 고려 후기의 대표적 양식을 보여주고 있다.

## 같이 보기
- 신륵사

## 참고 자료
- 여주 신륵사 보제존자석종 앞 석등 - 국가유산청 국가유산포털